# Constantin von Grimm
Constantin von Grimm (* 30. Dezember 1845 in St. Petersburg; † 16. April 1896 in New York) war ein deutscher Maler, Zeichner, Karikaturist, Illustrator und Journalist.

## Leben
Von Grimms Vater war der Staatsrat am russischen Zarenhof August Theodor von Grimm. Nach dem Besuch des Gymnasiums in Dresden und des Französischen Gymnasiums in Berlin studierte er Jura an der Universität Heidelberg. Von 1865 bis 1867 war er Pressezeichner der Zeitschrift Daheim, anschließend war er bis 1873 Offizier in der preußischen Armee; er nahm am Deutsch-Französischen Krieg 1870–1871 und an der Schlacht von Sedan teil.
Nach dem Militärdienst arbeitete von Grimm für die Zeitschrift Kladderadatsch. Von 1876 bis 1878 gab er die satirische Zeitschrift Puck heraus. 1879 zog er nach Paris, wo er an der Kunstakademie studierte.
Ab 1881 war von Grimm u. a. als Korrespondent für Londoner Zeitschriften journalistisch tätig und war als Künstler erfolgreich. Ab 1884 arbeitete er dann als Karikaturist für New Yorker Zeitungen. Von Grimm illustrierte daneben auch mehrere Bücher.